# Théorème de Grothendieck-Hirzebruch-Riemann-Roch

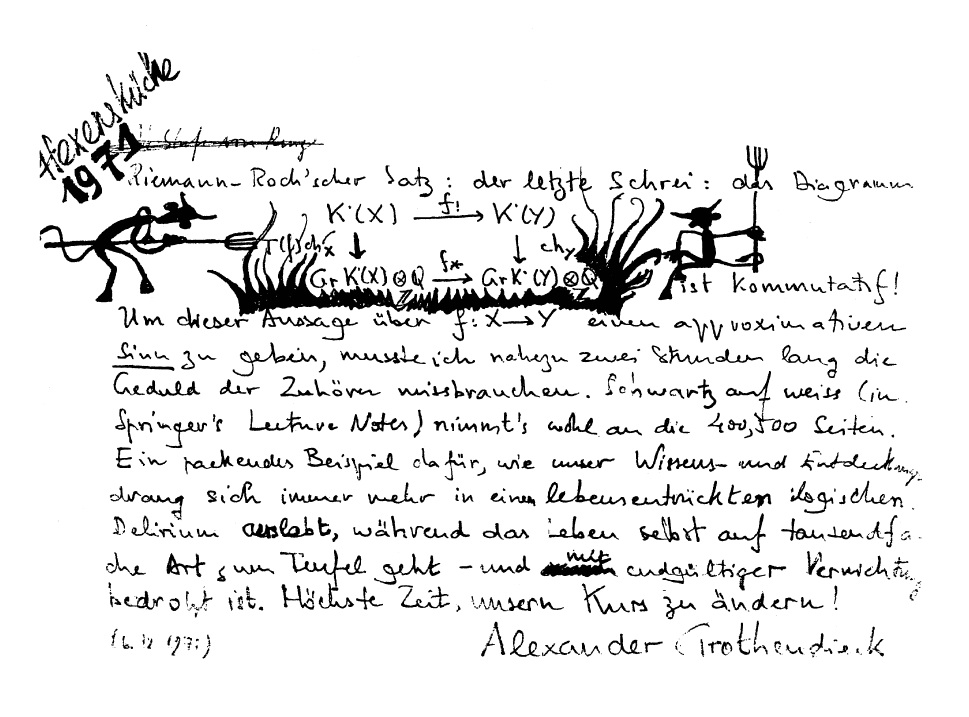
Commentaire de Alexandre Grothendieck sur le théorème de Grothendieck-Hirzebruch-Riemann-Roch.

Le théorème de Grothendieck-Hirzebruch-Riemann-Roch, ou de Grothendieck-Riemann-Roch) est un résultat mathématiquement et historiquement important de géométrie algébrique concernant la cohomologie des faisceaux cohérents (en), démontré pour la première fois par Alexandre Grothendieck en 1957. Si le résultat lui-même est intéressant, constituant une large généralisation du théorème de Riemann-Roch et de son extension aux variétés complexes, le théorème de Hirzebruch-Riemann-Roch, c'est surtout les techniques innovantes et puissantes utilisées par Grothendieck pour le démontrer qui se sont révélées essentielles dans le développement du domaine.
Alexandre Grothendieck donne une première démonstration de sa version du théorème de Riemann-Roch dans une lettre adressée à Jean-Pierre Serre en 1957, discutée aux Mathematische Arbeitstagung de Bonn la même année. La stratégie centrale a consisté à reformuler l'énoncé : dans l'esprit du théorème originel, il s'agissait d'un résultat d'analyse portant sur les variétés algébriques ; pour Grothendieck c'est en fait un problème catégorique sur les morphismes entre de telles variétés. En généralisant l'énoncé, la preuve s'en trouve en fait simplifiée et le résultat est bien plus général. Avec Armand Borel, Serre organise à l'IAS de Princeton un séminaire de travail qui aboutit à la publication en 1958 d'un exposé formel et rigoureux du théorème et de sa preuve. Le théorème est enfin discuté au cours du séminaire de géométrie algébrique du Bois Marie en 1966, où ses hypothèses sont affaiblies. Le groupe K0, introduit à l'occasion de SGA 6, a mené progressivement à l'élaboration d'une K-théorie algébrique.

## Histoire et motivation

### Problème de Riemann et théorème de Riemann-Roch
Le problème originel est issu de la géométrie algébrique de la seconde moitié du XIXe siècle : il concerne l'existence de fonctions méromorphes à pôles prescrits sur une surface de Riemann. 
Plus précisément, si X est une variété algébrique non singulière sur un corps algébriquement clos k, et si D est un diviseur sur X, on note |D| le système linéaire (en) correspondant. Il s'agit d'estimer {\displaystyle \mathrm {dim} \,|D|} ou plus généralement {\displaystyle \mathrm {dim} \,|nD|} pour tout entier positif n. 
Bernhard Riemann formule les premiers travaux sur la question en 1857 dans un article dédié aux « fonctions abéliennes », dans lequel il aboutit d'abord à une inégalité. En termes modernes, si S est une surface de Riemann de diviseur canonique K et de genre g, si {\displaystyle {\mathcal {O}}(D)} est le faisceau associé à D, il a montré :
{\displaystyle \mathrm {dim} \,H^{0}(X,{\mathcal {O}}(D))\geq \mathrm {deg} \,D+1-g}.
C'est son élève Gustav Roch qui parachève la démonstration en 1865. Si on note
{\displaystyle l(D)=\mathrm {dim} \,H^{0}(X,{\mathcal {O}}(D))}
alors le théorème complet s'énonce ainsi :
{\displaystyle l(D)-l(K-D)=\mathrm {deg} \,D+1-g}.
En particulier, pour n assez grand, c'est-à-dire {\displaystyle n\,\mathrm {deg} \,D>\mathrm {deg} \,K}, le second terme s'annule et on a la réponse au problème de Riemann : {\displaystyle \mathrm {dim} \,|nD|=n\,\mathrm {deg} \,D-g}.
Max Noether donne alors le nom de « théorème de Riemann-Roch » à ce résultat.

### L'école italienne et l'apparition de la cohomologie
L'effort se concentre alors pour essayer d'étendre le résultat au-delà des seules surfaces de Riemann. Max Noether en 1886, puis Federigo Enriques en 1894 s'y essaient mais c'est finalement Guido Castelnuovo qui donne la première preuve en 1896, d'une inégalité, simplifiée ensuite par Francesco Severi en 1903.
Oscar Zariski détermine l'élément manquant dans l'expression de Castelnuovo en utilisant les outils de la cohomologie. Il donne alors une nouvelle expression du théorème de Riemann-Roch pour les surfaces algébriques, que l'on peut écrire en termes modernes :
{\displaystyle l(D)-s(D)+l(K-D)={\frac {1}{2}}D\cdot (D-K)+p_{a}+1}
avec {\displaystyle p_{a}} le genre arithmétique (en) de la surface algébrique X considérée et 
{\displaystyle s(D)=\mathrm {dim} \,H^{1}(X,{\mathcal {O}}(D))}.
D'après la dualité de Serre, on a notamment {\displaystyle l(D-K)=\mathrm {dim} \,H^{2}(X,{\mathcal {O}}(D))} ce qui permet d'exprimer le théorème de Riemann-Roch à partir de la caractéristique d'Euler de la surface algébrique considérée. C'est cette observation qui va permettre d'étendre encore davantage le résultat.

### Le théorème de Hirzebruch-Riemann-Roch: les classes caractéristiques
Entre les années 1930 et 1950, la théorie des classes caractéristiques est élaborée, avec des avancées majeures dues à Chern et Kodaira. Friedrich Hirzebruch montre en 1954 qu'on peut calculer la caractéristique d'Euler à partir de la théorie des classes de Chern, ce qui donne lieu au théorème dit de Hirzebruch-Riemann-Roch. Hirzebruch le montra d'abord pour les variétés projectives définies sur {\displaystyle \mathbb {C} }, résultat étendu par Grothendieck à tout corps de base k algébriquement clos.
Plus concrètement, si X est une variété algébrique projective, non singulière, de dimension n sur un corps k algébriquement clos, on note {\displaystyle {\mathcal {T}}_{X}} son fibré tangent. Pour tout fibré vectoriel {\displaystyle {\mathcal {E}}} sur X, on note {\displaystyle \operatorname {ch} ({\mathcal {E}})} son caractère de Chern et {\displaystyle \operatorname {td} ({\mathcal {E}})} sa classe de Todd, qui sont des éléments de {\displaystyle A(X)\otimes \mathbb {Q} } avec A(X) l'anneau de Chow (en) de X. Si l'on note 
{\displaystyle \int _{X}:A(X)\otimes \mathbb {Q} \to \mathbb {Q} }
l'application qui, à un cycle algébrique, associe le degré de sa composante d'ordre n, le théorème de Hirzebruch-Riemann-Roch énonce alors que l'on a 
{\displaystyle \chi (X,{\mathcal {E}})=\int _{X}\operatorname {ch} ({\mathcal {E}})\cdot \operatorname {td} ({\mathcal {T}}_{X})}.

### La lettre de Grothendieck à Serre: point de vue local et faisceaux cohérents
Alexandre Grothendieck souhaite simplifier le résultat de Hirzebruch, en particulier sa démonstration particulièrement compliquée. Pour cela, il considère un morphisme propre {\displaystyle f:X\to Y} de k-schémas quasi-projectifs lisses sur un corps k. On peut alors définir un morphisme image directe de cycles :
{\displaystyle f_{*}:A(X)\otimes \mathbb {Q} \to A(Y)\otimes \mathbb {Q} }.
Plutôt que de considérer les faisceaux localement libres sur X, Grothendieck propose de s'intéresser aux faisceaux cohérents (en), plus précisément au groupe de Grothendieck de tels faisceaux sur X : il est en effet isomorphe, du fait de la régularité de X, au groupe de Grothendieck des faisceaux localement libres. Le morphisme f étant libre, on peut définir pour tout faisceau cohérent {\displaystyle {\mathcal {E}}} le morphisme image directe
{\displaystyle f_{*}({\mathcal {E}})=\sum _{k}(-1)^{k}R^{k}f_{*}(E)}.
On peut alors voir le résultat de Hirzebruch comme l'expression d'un « défaut de commutativité » (ou de naturalité) entre le caractère de Chern et {\displaystyle f_{*}}, c'est-à-dire
{\displaystyle \mathrm {td} ({\mathcal {T}}_{Y})\mathrm {ch} (f_{*}(E))=f_{*}(\mathrm {td} ({\mathcal {T}}_{X})\mathrm {ch} (E))}
pour tout {\displaystyle E\in K(X)}, ce qu'on peut encore écrire 
{\displaystyle \mathrm {ch} (f_{*}(E))=f_{*}(\mathrm {td} ({\mathcal {T}}_{f})\mathrm {ch} (E))}
avec {\displaystyle {\mathcal {T}}_{f}={\mathcal {T}}_{X}-f^{*}({\mathcal {T}}_{Y})} le fibré tangent relatif. On retrouve le théorème de Hirzebruch-Riemann-Roch en considérant le cas particulier {\displaystyle Y=\mathrm {Spec} (k)}.

### SGA 6: laK0-théorie
Lors du séminaire de géométrie algébrique du Bois Marie qui se tient en 1966-1967, Grothendieck propose d'affaiblir les hypothèses considérées jusque-là : on demande simplement que le morphisme {\displaystyle f} soit projectif d'intersection complète et que Y soit un schéma quasi-compact ayant un faisceau ample (en). Ce cadre, s'il est plus flexible, ne permet plus de donner un sens à l'expression précédente : en particulier, on n'a pas de notion d'anneau de Chow.
Pour résoudre ce problème, il est proposé d'introduire un anneau gradué, associé à une « filtration adéquate de l'anneau K(X) ». Mais en l'absence des hypothèses de régularité précédentes, il n'y a plus d'identification possible entre les groupes de Grothendieck des faisceaux localement libres, {\displaystyle K_{0}^{G}(X)} et des faisceaux cohérents, G0(X). Dans cette situation, {\displaystyle K_{0}^{G}(X)} est bien un anneau, mais ce n'est pas le cas de G0(X) en général, bien qu'il soit un {\displaystyle K_{0}^{G}(X)}-module. On travaille donc uniquement sur {\displaystyle K_{0}^{G}(X)}. Cet anneau possède une λ-structure (en) donnée par les opérations de puissances extérieures, qui permet de définir une filtration appelée « γ-filtration ». Celle-ci donne effectivement une théorie des classes de Chern et de Todd. 
Il reste à définir un morphisme image directe {\displaystyle f_{*}:K_{0}^{G}(X)\to K_{0}^{G}(Y)} : puisqu'on travaille avec des faisceaux localement libres, il n'y a aucune raison que les faisceaux {\displaystyle R^{i}f_{*}({\mathcal {E}})} soient localement libres, et on ne peut pas utiliser la formule somme qu'avait proposé Grothendieck. La solution consiste à travailler au niveau de la catégorie dérivée : on y définit les complexes parfaits comme étant les complexes localement isomorphes à un complexe borné localement de type fini en chaque degré. La catégorie des complexes parfaits est une sous-catégorie triangulée de la catégorie dérivée de X, stable par image directe. Si on désigne par K0(X) le groupe de Grothendieck des complexes parfaits, on dispose d'un morphisme image directe {\displaystyle f:K_{0}(X)\to K_{0}(Y)}. Mais cette approche s'avère problématique car, à l'opposé de {\displaystyle K_{O}^{G}(X)}, il n'y a pas de λ-structure sur K0(X). Lorsque X possède un fibré ample on a cependant un isomorphisme naturel
{\displaystyle K_{0}^{G}(X){\stackrel {\sim }{\rightarrow }}K_{0}(X)}
et on peut transférer la λ-structure sur {\displaystyle K_{0}(X)}, qui donne l'anneau recherché : {\displaystyle \mathrm {Gr} (K_{0}(X))}. Les hypothèses faites sur f garantissent la définition cohérente du morphisme
{\displaystyle f_{*}:\mathrm {Gr} (K_{0}(X))_{\mathbb {Q} }\to \mathrm {Gr} (K_{0}(Y))_{\mathbb {Q} }}.
Sous l'hypothèse que f est localement d'intersection complète, on peut alors définir (en passant par le complexe cotangent) le fibré tangent relatif {\displaystyle {\mathcal {T}}_{f}} et montrer qu'il s'identifie à un complexe parfait, ce qui en fait un élément de K0(X).
Dans l'exposé XIV de SGA 6, Grothendieck énumère plusieurs pistes pour généraliser encore davantage le résultat, et propose un certain nombre de conjectures permettant d'en étendre la portée.

## Énoncé
Soit {\displaystyle f:X\to Y} un morphisme de schémas. On suppose f projectif d'intersection complète, de dimension relative virtuelle et constante, égale à d. On suppose que le schéma Y est quasi-compact et muni d'un fibré ample. Alors on a les faits suivants :
- {\displaystyle K_{0}^{G}(X)} (respectivement {\displaystyle K_{0}^{G}(Y)}) est isomorphe à K0(X) (respectivement K0(Y)) ;
- Les γ-filtrations sur K0(X) et K0(Y) sont nilpotentes[11] ;
- Le complexe cotangent de f est strictement parfait[12] ;
- On a le morphisme image directe[13],[14]

{\displaystyle f_{*}:\mathrm {Gr} (K_{0}(X))_{\mathbb {Q} }\to \mathrm {Gr} (K_{0}(Y))_{\mathbb {Q} }}
- Pour tout E dans K0(X) on a

{\displaystyle \mathrm {ch} (f_{*}(E))=f_{*}(\mathrm {td} ({\mathcal {T}}_{f})\mathrm {ch} (E))}
C'est souvent ce dernier point qui est appelé théorème de Grothendieck-Riemann-Roch. 
Si on note {\displaystyle \mathrm {Gr} (K_{0}(X))_{\mathbb {Q} }} l'anneau (gradué, normalisé) issu de la γ-filtrations sur K0(X), alors le caractère de Chern est un homomorphisme d'anneaux {\displaystyle \mathrm {ch} :K_{0}(X)\to \mathrm {Gr} (K_{0}(X))_{\mathbb {Q} }}. Il s'agit d'une construction fonctorielle, de la catégorie des variétés non singulières dans la catégorie des anneaux. Le théorème de Grothendieck-Riemann-Roch exprime alors le fait suivant : {\displaystyle \mathrm {ch} } n'est pas une transformation naturelle. En revanche, {\displaystyle \mathrm {ch} (-)\mathrm {td} ({\mathcal {T}}_{-})} est une transformation naturelle {\displaystyle K_{0}(-)\to \mathrm {Gr} (K_{0}(-))_{\mathbb {Q} }}.